# Depresión de Bodele

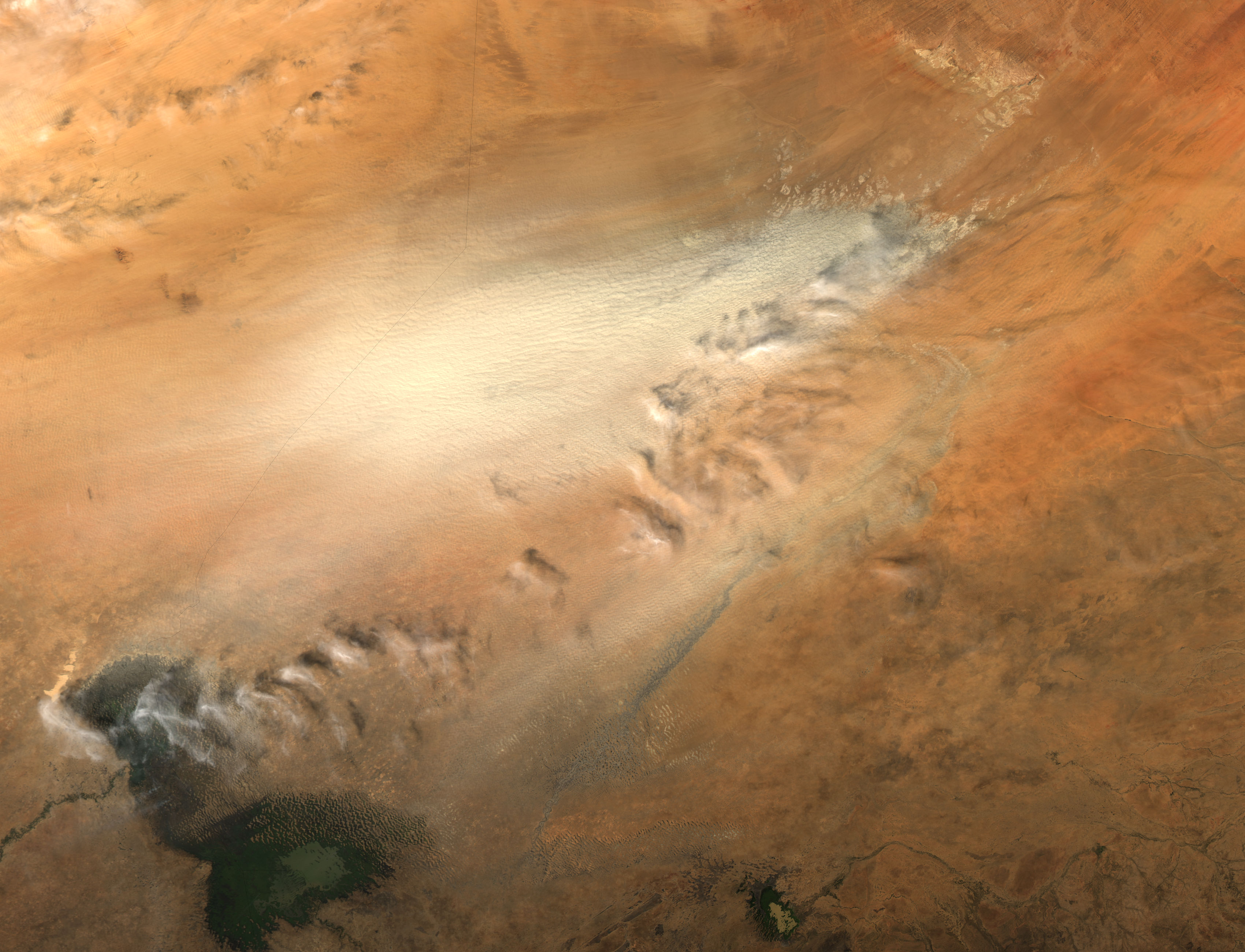
Tormenta de arena en la Depresión de Bodele. Esta tormenta en particular tuvo lugar en la tarde del 18 de noviembre de 2004, cuando el Espectómetro de Imagen de Resolución Moderada (MODIS) lanzó la imagen desde el satélite Aqua de la NASA. La imagen de resolución completa tiene una resolución de 250 metros por pixel.

La Depresión de Bodele (también conocida simplemente como Bodele), está ubicada en el extremo sur del desierto del Sáhara, en África central del norte, en el punto más bajo de Chad. Las tormentas de arena de la Depresión de Bodele tienen lugar de media 100 días al año (Washington et al., 2005), siendo un ejemplo típico la masiva tormenta de arena que recorrió África Occidental y las islas de Cabo Verde en febrero de 2004. A medida que el viento atraviesa las Montañas de Tibesti y la Meseta de Ennedi en el norte de Chad, es canalizado hacia la depresión. La vasija seca que forma la depresión está marcada por una serie de lagos efímeros, muchos de los cuales fueron rellenados por última vez durante períodos más húmedos del Holoceno. 